# La Crosse (Flórida)
La Crosse é uma vila localizada no estado americano da Flórida, no condado de Alachua. Foi incorporada em 1957.

## Geografia
De acordo com o United States Census Bureau, a vila tem uma área de 11,5 km², onde 11,3 km² estão cobertos por terra e 0,2 km² por água.

### Localidades na vizinhança
O diagrama seguinte representa as localidades num raio de 24 km ao redor de La Crosse.

## Demografia
Segundo o censo nacional de 2010, a sua população é de 360 habitantes e sua densidade populacional é de 31,7 hab/km². É a localidade menos populosa e a que, em 10 anos, teve o maior crescimento populacional do condado de Alachua. Possui 143 residências, que resulta em uma densidade de 12,6 residências/km².